# Chrysoexorista ochracea
Chrysoexorista ochracea är en tvåvingeart som beskrevs av Wulp 1890. Chrysoexorista ochracea ingår i släktet Chrysoexorista och familjen parasitflugor. Inga underarter finns listade i Catalogue of Life.